# 120347 Salacia
(120347) Salacia, voorlopige aanduiding 2004 SB60, is een Transneptunisch object in de Kuipergordel, met ongeveer 850 kilometer in diameter. In 2018 staat hij op ongeveer 44,8 astronomische eenheden van de Zon, en hij bereikt een schijnbare helderheid van 20,7 bij oppositie.
Salacia werd op 22 september 2004 ontdekt door de Amerikaanse astronomen Henry Roe, Michael Brown en Kristina Barkume op het Palomar Observatory in Californië, Verenigde Staten. Hij is 124 keer waargenomen, met eerdere opnamen die teruggaan tot 25 juli 1982. Salacia draait om de Zon op een gemiddelde afstand die iets groter is dan die van Pluto. Hij is genoemd naar de Romeinse godin Salacia en heeft één bekende maan, Actaea.
Brown schatte dat Salacia zeer waarschijnlijk een dwergplaneet is. William Grundy e.a. stellen echter dat objecten zoals Salacia, in het groottegebied van 400–1000 km, met albedo's van minder dan ≈0,2 en dichtheden van ≈1,2 g/cm³ of minder, waarschijnlijk nooit zijn gebotst tot volledig vaste lichamen, laat staan gedifferentieerd of in hydrostatisch evenwicht zijn gekomen, en dus hoogst onwaarschijnlijk dwergplaneten zijn.

## Baan

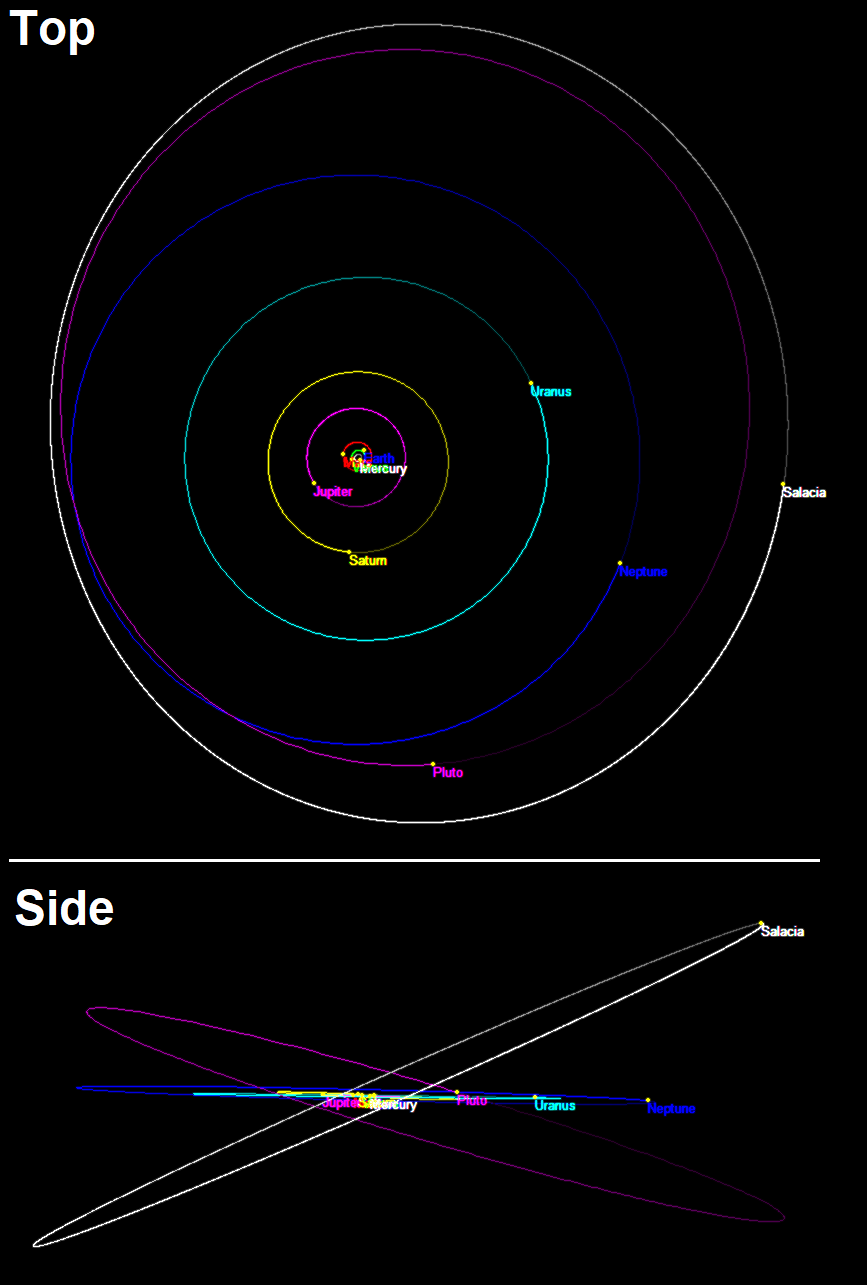
De baan van Salacia

Salacia is een niet-resonant object met een matige excentriciteit (0,10) en grote inclinatie (23,9°), waardoor het een verstrooid-extensief object is in de classificatie van de Deep Ecliptic Survey en een hete klassieker in het classificatiesysteem van Gladman et al, wat een non-distinctie kan zijn als ze deel uitmaken van een enkele populatie die gevormd is tijdens de buitenwaartse migratie van Neptunus. Salacia's baan ligt binnen de parameterruimte van de Haumea botsingsfamilie, maar Salacia maakt er geen deel van uit, omdat hij de sterke water-ijs absorptiebanden mist die typisch zijn voor zijn leden.

## Fysische kenmerken
Vanaf 2019 wordt de totale massa van het Salacia-Actaea-systeem geschat op (4,922±0,071)×1020 kg, met een gemiddelde systeemdichtheid van 1,51 g/cm³; Salacia zelf wordt geschat op ongeveer 846 km in diameter. Salacia heeft het laagste albedo van alle bekende grote trans-Neptunische objecten. Volgens de schatting uit 2017 op basis van een verbeterde thermofysische modellering is de grootte van Salacia met 866 km iets anders en is zijn dichtheid daardoor lager zijnde 1,26 g/cm³ (gebaseerd op oude massa).
Eerder werd aangenomen dat Salacia een massa had van ongeveer (4,38±0,16)×1020 kg, in welk geval het ook de laagste dichtheid (ongeveer 1,29 g/cm³) zou hebben gehad van alle bekende grote TNO; William Grundy en collega's stelden voor dat deze lage dichtheid zou impliceren dat Salacia nooit is ingestort tot een vast lichaam, in welk geval het niet in hydrostatisch evenwicht zou verkeren. Salacia's infraroodspectrum is vrijwel karakterloos, wat wijst op een overvloed aan waterijs van minder dan 5% aan het oppervlak. Zijn licht-curve amplitude is slechts 3%.
De website van Mike Brown noemt Salacia vrijwel zeker een dwergplaneet, maar de IAU heeft hem niet formeel als zodanig erkend.

## Maan
Salacia heeft één natuurlijke satelliet, Actaea, die elke 5,49380±0,00016 dagen in een baan rond Salacia draait op een afstand van 5619±89 km en met een excentriciteit van 0,0084±0,0076. Hij werd op 21 juli 2006 ontdekt door Keith Noll, Harold Levison, Denise Stephens en William Grundy met de Hubble ruimtetelescoop.
Actaea is 2,372±0,060 magnituden zwakker dan Salacia, wat een diameterverhouding impliceert van 2,98 bij gelijke albedo's. Vandaar dat hij, uitgaande van gelijke albedo's, een diameter heeft van 286±24 km Volgens de schatting uit 2017 op basis van een verbeterde modellering is de omvang van Actaea iets groter zijnde 290±21 km.
Actaea heeft dezelfde kleur als Salacia (V-I = respectievelijk 0,89±0,02 en 0,87±0,01), wat de aanname van gelijke albedo's ondersteunt.
Er is berekend dat het Salacia systeem genoeg getijdenevolutie moet hebben ondergaan om hun banen te laten cirkelen, wat consistent is met de lage gemeten excentriciteit, maar dat de primaire niet tidaal vergrendeld hoeft te zijn. De verhouding van zijn halve lange as tot de Heuvelstraal van zijn primaire is 0,0023, de strakste trans-Neptunische binary met een bekende baan. Salacia en Actaea zullen elkaar voor het eerst occulteren in 2067.

## Naam
Deze kleine planeet werd genoemd naar Salacia, de godin van het zoute water en de vrouw van Neptunus. De naamgeving werd gepubliceerd op 18 februari 2011 (M.P.C. 73984).
De naam van de maan, Actaea, werd op dezelfde datum toegekend. Actaea is een nereïde of zeenimf.